# Julian Venonsky
Julian Venonsky (15 de octubre de 1993) es un deportista estadounidense que compitió en remo como timonel.
Ganó una medalla de plata en el Campeonato Mundial de Remo de 2017, en la prueba de ocho con timonel. Participó en los Juegos Olímpicos de Tokio 2020, ocupando el cuarto lugar en la misma prueba.

## Palmarés internacional
| Campeonato Mundial | Campeonato Mundial        | Campeonato Mundial | Campeonato Mundial |
| Año                | Lugar                     | Medalla            | Prueba             |
| ------------------ | ------------------------- | ------------------ | ------------------ |
| 2017               | Sarasota (Estados Unidos) | Medalla de plata   | Ocho con timonel   |